# 17906 Shapovalov
17906 Shapovalov è un asteroide della fascia principale. Scoperto nel 1999, presenta un'orbita caratterizzata da un semiasse maggiore pari a 2,472138 UA e da un'eccentricità di 0,170578, inclinata di 10,698210° rispetto all'eclittica. Ha un diametro di 7,474 km e un periodo di rotazione di 7,81874 ore.